# Groupe de NGC 3091
Le groupe de NGC 3091 comprend au moins six galaxies situées dans la constellation de l'Hydre. La distance moyenne entre ce groupe et la Voie lactée est d'environ 61,2 Mpc (∼200 millions d'al). 

## Membres
Le tableau ci-dessous liste les six galaxies du groupe indiquées dans l'article de A.M. Garcia paru en 1993.   
| Nom         | Classification | Type                  | α (J2000.0)   | δ (J2000.0)  | Vitesse radiale (km/s) | Magnitude apparente | Distance (Mpc) | Diamètre (kal) |
| ----------- | -------------- | --------------------- | ------------- | ------------ | ---------------------- | ------------------- | -------------- | -------------- |
| NGC 3091    | E3?            | Elliptique            | 10h 00m 14.3s | -19° 38′ 13″ | 3964 ± 10              | 11,1                | 63,6 ± 4,5     | 487            |
| NGC 3052    | SAB(r)c?       | Spirale intermédiaire | 09h 54m 27.9s | -18° 38′ 20″ | 3778 ± 8               | 12,2                | 60,8 ± 4,3     | 113            |
| NGC 3124    | SB(r)c         | Spirale barrée        | 10h 06m 39.9s | -19° 13′ 18″ | 3562 ± 4               | 12,2                | 57,7 ± 4,1     | 123            |
| ESO 566-19  | SB(rs)cd       | Spirale barrée        | 09h 51m 13.4s | -18° 28′ 33″ | 3703 ± 5               | 13,05 ± 0,09        | 59,7 ± 4,2     | 112            |
| MGC -3-26-6 | E              | Elliptique            | 10h 00m 10.3s | -19° 37′ 19″ | 4005 ± 31              | 12,04               | 64,2 ± 4,5     | 24             |
| PGC 28926   | S0?            | Lenticulaire          | 10h 00m 13.0s | -19° 40′ 23″ | 4042 ± 30              | 13,64               | 64,7 ± 4,6     | ?              |

Le site DeepskyLog permet de trouver aisément les constellations des galaxies mentionnées dans ce tableau ou si elles ne s'y trouvent pas, l'outil du site constellation permet de le faire à l'aide des coordonnées de la galaxie. Sauf indication contraire, les données proviennent du site NASA/IPAC.